# Bod, Brașov
Bod là một xã thuộc hạt Brașov, România. Dân số thời điểm năm 2002 là 3942 người.